# Forsyth (Missouri)
Forsyth – miasto w Stanach Zjednoczonych, w stanie Missouri, w hrabstwie Taney.